# Sapindus oahuensis
Sapindus oahuensis ("bồ hòn Oahu"), tiếng Anh thường gọi là Āulu theo ngôn ngữ bản địa hoặc Lonomea, là một loài bồ hòn đặc hữu của Hawaii. Loài này có ở rừng khô nhiệt đới, rừng mưa nhiệt đới ẩm thấp ven biển, và rừng ẩm thấp hỗn hợp của Hawaii ở độ cao 61–610 m (200–2.001 ft) trên hòn đảo Kauaʻi (Waimea Canyon) và Oʻahu (các dãy núi Waiʻanae và Koʻolau). Āulu cao tới 18 m (59 ft) và đường kính thân cây đạt 0,5 m (1,6 ft). Chúng hiện đang bị đe dọa vì mất môi trường sống.

## Hình ảnh

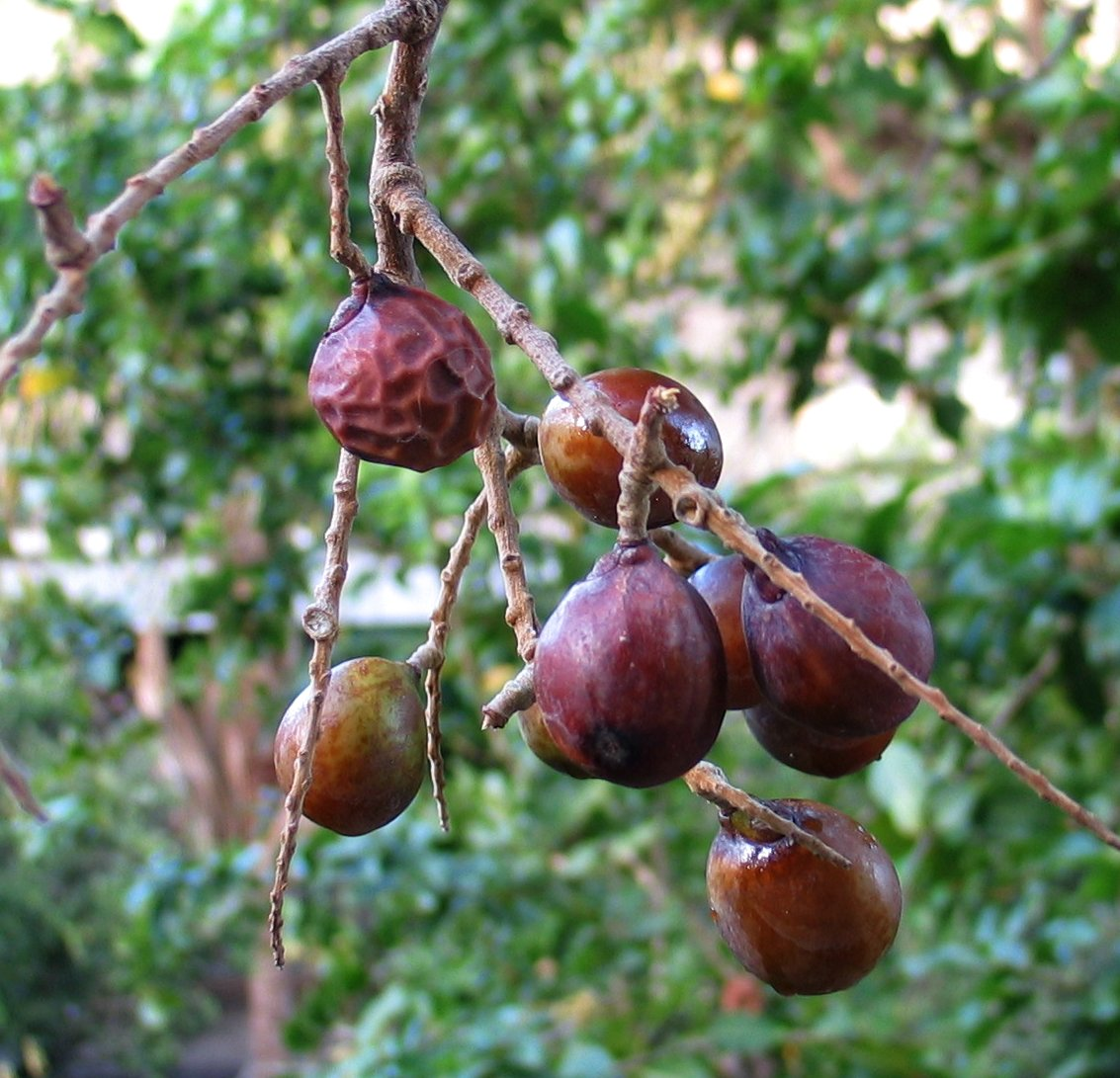
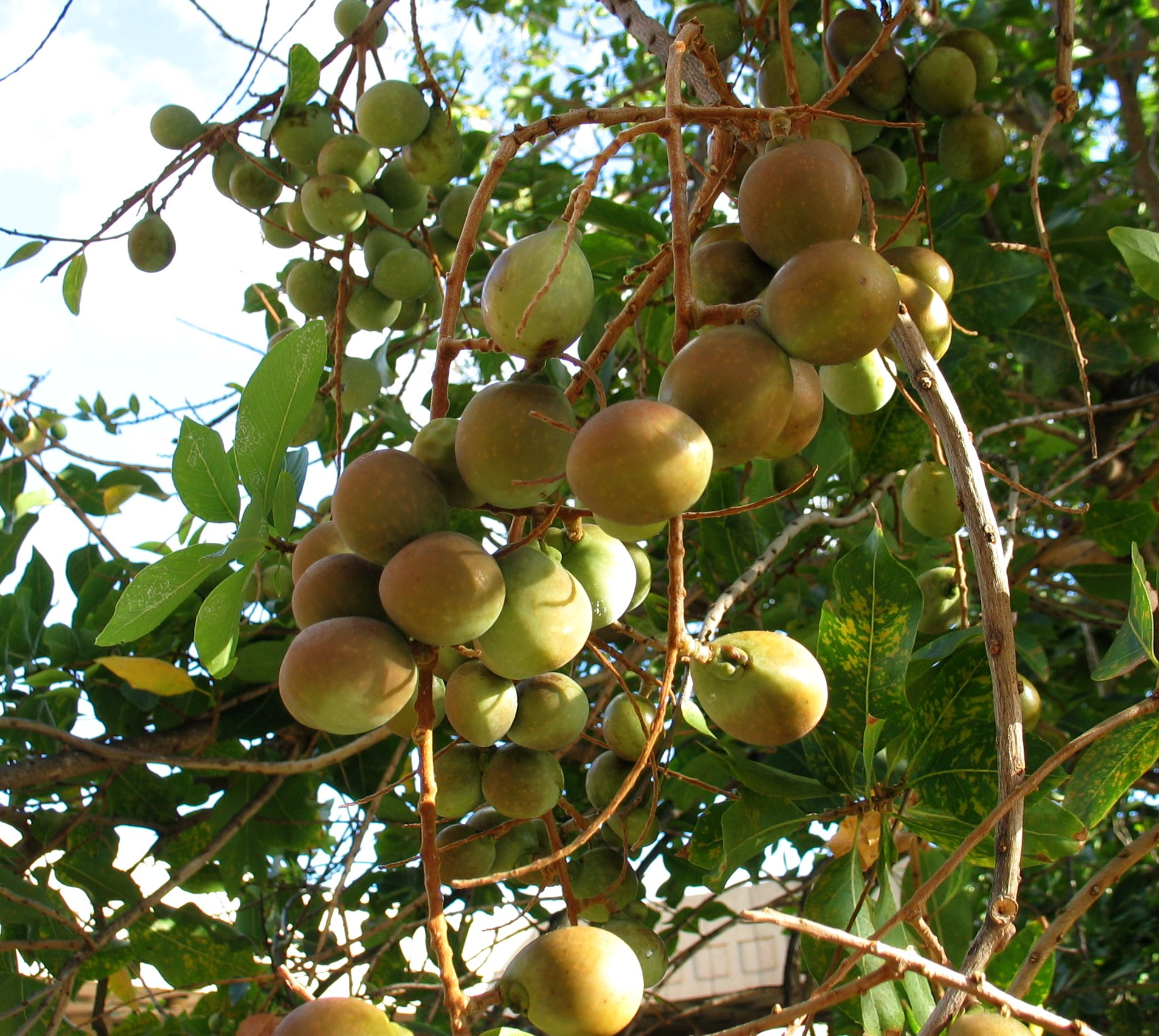
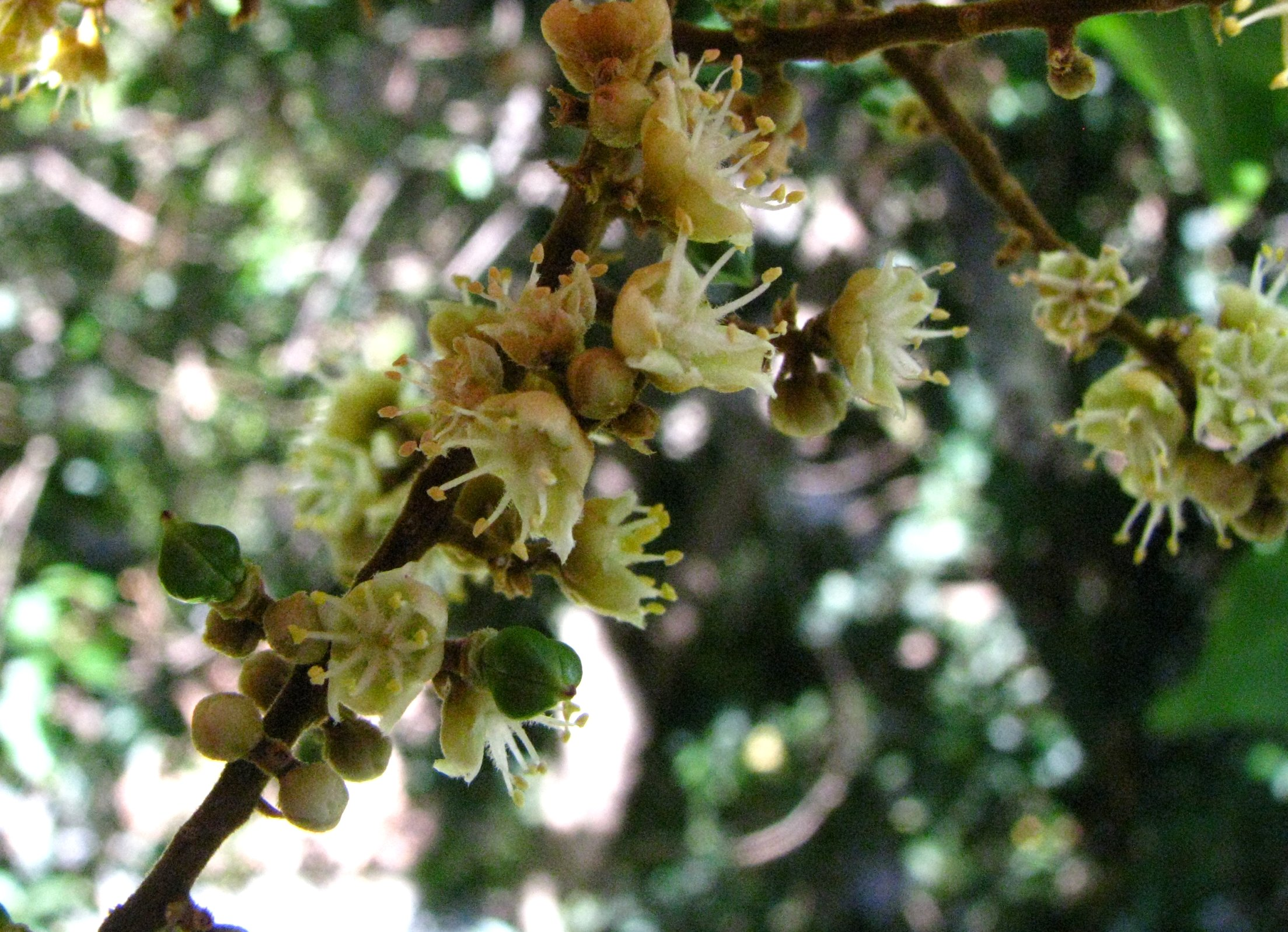
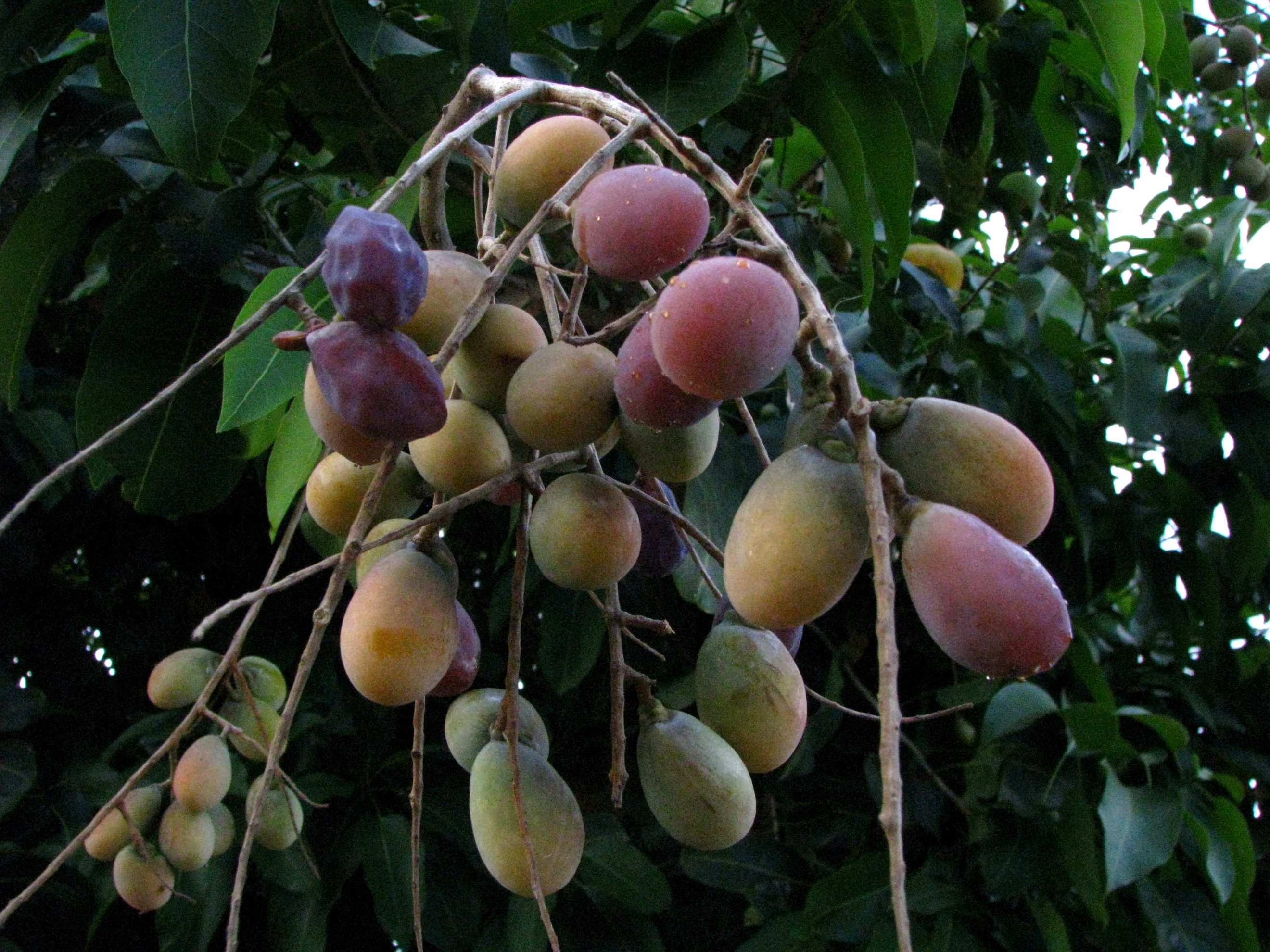